# 細川持隆
細川持隆（1497年－1553年7月27日）是日本戰國時代武將。細川氏一門。阿波守護。父親是細川之持。

## 生平
在明應6年（1497年）出生。永正9年（1512年），因為父親之持死去而繼承家督並成為阿波守護。輔助與細川高國爭奪細川本家當主之座的細川晴元（持隆的從兄弟），在享祿4年（1531年）率軍渡海前往和泉，在高國討伐戰（大物崩）中立下功績。在晴元打算進攻三好元長時，表示反対，並離開晴元，返回阿波（『二水記』）。此後，因為將軍足利義晴仲裁而與晴元和解，另一方面，把足利將軍家的連枝足利義維迎入阿波。
天文8年（1539年），接受赤松晴政（政村）的邀請，向備中出陣，與出雲的尼子晴久（詮久）戰鬥，不過敗北。
天文18年（1549年），晴元被三好長慶擊敗並沒落後，在天文22年（1553年）被長慶的弟弟三好實休於見性寺殺死（勝瑞事件）。享年57歲。

## 勝瑞事件的起因
關於被殺的原因，有多種說法：
- 為了對抗三好長慶，而計劃擁立足利義榮（義維的兒子）上洛，不過被實休知道；
- 因為實休在阿波國內的實力增大，於是感到威脅而密謀暗殺實休，卻被實休得知；
- 支援細川晴元東山再起，卻被實休知道。

不過在晴元與長慶的戰鬥中，並沒有積極行動，因此應該是採取與三好氏友好的立場，卻突然與長慶、實休對立，這段時期的背景有許多不明處。